# Voor wat hoort wat
Voor wat hoort wat is een Vlaamse tragikomedische fictieserie op televisie uit 2015 in regie van Christophe Van Rompaey die vanaf 10 september 2015 wordt uitgezonden op Eén. De serie vertelt het verhaal van vier jonge criminelen die een taakstraf in een luxueus woon- en zorgcentrum aan de kust moeten uitvoeren. Geoffrey Enthoven en Mariano Vanhoof van Fobic Films produceren. Schrijvers zijn Christophe Van Rompaey (Aanrijding in Moscou), Jacques Boon (Pauline en Paulette, Vidange perdue) en het scenaristencollectief Maliboe. Tiny Bertels speelt Viviane, de directeur van de seniorie, waar onder meer Chris Lomme, Peter Faber, Marilou Mermans, Jaak Van Assche en Tuur De Weert een bewonersrol vertolken. Lize Feryn is een van de jongeren.
Er werd vooral gefilmd in Knokke-Heist (waar de serie zich ook fictief afspeelt) en Kapellen maar onder meer ook aan de E40 in Jabbeke. De televisieserie werd financieel gesteund door het Vlaamse Mediafonds en door Media, het subsidieprogramma van de Europese Commissie.

## Rolverdeling
- Sahin Avci als Nouri
- Tiny Bertels als Viviane
- Wouter Bruneel als Gilbert
- Peter Faber als Ad
- Lize Feryn als Amber
- Gökhan Girginol als Kemal
- Jan Hammenecker als Werner
- Chris Lomme als Flo
- Gerda Marchand als Gaby
- Marilou Mermans als Mia
- Jacob Ooghe als Sverre
- Françoise Oriane als Denise
- Alice Toen als Paula
- Jaak Van Assche als Frans
- Daisy Van Praet als Joyce
- Maxime Vandommele als Roxy
- Anne Laure Vanhaverbeke als Jeanine
- Alphonse Naudts als Jens
- Elise Bottu als Louisa (5 episodes)
- Hilde Uitterlinden als Maggie (5 episodes)
- Herman Gilis als Ludo (4 episodes)
- Jean-Pierre Lauwers als René (4 episodes)
- An Vanderstighelen als Lieve (4 episodes)
- Günther Lesage als Alain (3 episodes)
- Tuur De Weert als Bert (2 episodes)
- Karlijn Sileghem als Myriam (2 episodes)

## Kijkcijfers
Aflevering 1: 590.462 kijkers

Aflevering 2: 568.325 kijkers

Aflevering 3: 618.535 kijkers

Aflevering 4: 573.824 kijkers

Aflevering 5: 692.989 kijkers

Aflevering 6: 681.858 kijkers